# Günter Lüling
Günter Lüling (25 de octubre de 1928 – 10 de septiembre de 2014) fue un teólogo protestante alemán, filólogo (doctor en arabística e islamología) y pionero en el estudio de los orígenes del Islam. De 1962 a 1965 fue director del Instituto Goethe en Alepo, Siria.

## Tesis
Discípulo de Albert Schweitzer y de Martin Werner (1887–1964), intentó demostrar el vínculo textual entre la himnodia cristiana preislámica de Oriente Próximo y la composición del Corán. Teorizó que los primeros creyentes de lo que luego sería el islam ortodoxo constituían una de las últimas comunidades fieles a una creencia cristiana no trinitaria (la que Lüling consideraba la auténtica), para quienes Jesús y el Espíritu Santo no eran divinos. Sus posiciones teológicas habrían sido adoptadas por generaciones posteriores y evolucionado hasta convertirse en una religión de carácter etnocéntrico de los árabes: el islam (esto es, la «religión de Abraham y de las tribus»). También propuso que los adversarios de Mahoma en La Meca y Arabia central, los «mushrikūn» (los «asociadores», quienes «asocian» otros seres a Dios), no eran paganos politeístas, sino cristianos trinitarios —los «asociados» serían Jesús y el Espíritu Santo—. En épocas inmediatamente posteriores al profeta, mushrikūn habría sido reinterpretado de su sentido original para pasar a significar «idólatras» o «paganos».
Un ejemplo de lo que Lüling considera el himno cristiano subyacente en el Corán es Corán 96 (Al-ʻAlaq), que, según él, estaba dirigido originalmente a cristianos y no a Mahoma. Con este enfoque, Lüling fue un representante temprano de la «escuela de Saarbrücken», que forma parte de la escuela revisionista de estudios islámicos.

## Controversia
Según Alan Dundes, en 1970 Lüling presentó una tesis doctoral en la que sugería que el Corán «contenía indicios de textos poéticos estróficos» (esto es, de forma con estribillo o repetición de estrofas, una estructura en la que todas las estrofas se cantan con la misma melodía, frente a la forma «through-composed», con música nueva para cada estrofa). Dundes escribe que la postura de Lüling «no estaba en consonancia con la tradición tradicional islámica» y que en 1972 «fue oficialmente destituido» de la Universidad de Erlangen-Núremberg, donde había presentado su tesis. Una demanda para revocar su destitución se prolongó seis años, pero «no logró revertir la decisión de la universidad».